# Prokopevsky (huyện)
Huyện Prokopevsky (tiếng Nga: Проко́пьевский райо́н) là một huyện hành chính tự quản (raion), của Tỉnh Kemerovo, Nga. Huyện có diện tích 3710 km², dân số thời điểm ngày 1 tháng 1 năm 2000 là 34700 người. Trung tâm của huyện đóng ở Prokop'evsk.